# Lepton (Münze)

Griechische 10-Lepta-Münze aus dem Jahr 1848

10-Lepta-Münze des Königreichs Griechenland aus dem Jahr 1912

Lepton, Plural Lepta  (von griechisch λεπτός leptos „leicht“, „fein“) war in der Spätantike die Bezeichnung der altgriechischen Sprache für die Scheidemünzen, also die kleinsten, nicht durch ihren Materialwert gedeckten Münzen des Münzsystems. Während der Zeit des Römischen Reichs wurden im östlichen Reichsteil verschiedene kleine Münzen so genannt, meist Kupfermünzen. Das Neue Testament erwähnt die Münze im Zusammenhang mit der Spende der armen Witwe am Jerusalemer Tempel (Mk 12,42  und Lk 21,2 ), ferner auch in Lk 12,59 . Martin Luther übersetzte ihn mit „Scherflein“.

## Währungseinheit im modernen Griechenland
Die Bezeichnung Lepton (Katharevousa) oder Lepto (Dimotiki) wurde auch für die kleine Währungseinheit des neuen griechischen Staates ab 1828 verwendet. 100 Lepta waren zunächst ein Phönix, nach 1832 dann eine Drachme. Die seit 1869 geprägten Fünfleptamünzen trugen die zusätzliche Aufschrift „ΟΒΟΛΟΣ“ (Obolus) und die Zehnleptamünzen „ΔΙΩΒΟΛΟΝ“ (Zweiobolon). Damit wurde, wie bei dem Nominalbegriff „Drachme“, an antike Traditionen angeknüpft.
Münzen mit Werten kleiner als eine Drachme wurden bis 1986 geprägt, waren aber aufgrund ihres geringen Wertes in den letzten drei Jahrzehnten vor der Währungsumstellung auf den Euro (2002) kaum noch beziehungsweise gar nicht mehr in Gebrauch (im damaligen Wechselkurs hatte ein altes Lepto den Wert von 0,0029 Eurocent). Die Bezeichnung ta lepta erhielt sich allerdings in der Umgangssprache als Allgemeinbezeichnung für „Geld“. Zudem hat das Wort im Neugriechischen die Bedeutung „Minute“.
Mit der Euro-Einführung und der damit verbundenen Wiedereinführung einer kleinen Währungseinheit wurde die alte Bezeichnung der Scheidemünzen erneut aufgegriffen: Der Eurocent heißt auf Neugriechisch Lepto (λεπτό), Plural Lepta (λεπτά). Die griechischen Euromünzen mit den Werten von 1 bis 50 Cent werden mit dieser Aufschrift geprägt.